# Arquidiocese de Pisa
A Arquidiocese de Pisa (em latim: Archidiœcesis Pisana), é uma circunscrição eclesiástica da Igreja Católica na Itália, pertencente à Província Eclesiástica da Região Toscana, e à Conferenza Episcopale Italiana.
Em 2019 contava 313 mil batizados numa população de 334 mil habitantes. É atualmente governada pelo arcebispo Saverio Cannistrà, O.C.D..

## Território
A sé està na cidade de Pisa. O território tem área de 847 km², tem 8 vicariados e é dividido em 166 paroquias.
Da Província fazem parte as Dioceses sufragâneas:
- Diocese de Livorno,
- Diocese de Massa Carrara-Pontremoli,
- Diocese de Pescia,
- Diocese de Volterra.

A Arquidiocese é muito grande com fronteiras recortadas por causa da História. Inclui uma parte da Província de Pisa; uma parte da Versília, entre Forte dei Marmi e Pietrasanta; e uma parte da Garfanhana.

## História
A diocese de pisa nasceu no Século IV, e correspondia quase em tudo à cirunscrição administrativa. O primeiro Bispo certo foi tal Dom Gaudéncio, que participou ao Concílio de Roma em 313.
No Século VI, com a invasão dos Longobárdos o territário foi cortado ao Norte, mas pegou fronteiras no Sul, até Cécina.
Em 23 de maio 1091, Papa Urbano II deu à Diocese a jurisdição Metropolitana na Córsega.
Em 21 de abril 1092 foi elevada à dignidade Metropolitana.
Em 1778 foi erguida a diocese de Pontremoli como sufragânea.
Em 1806 Maria Luisa de Bourbon-Espanha quis erguer a nova Diocese de Livorno como sufragânea de Pisa, a bula Militantis Ecclesiæ é de Papa Pio VII de 25 de setembro 1806.
Em 1823 foi erguida a Diocese de Massa Carrara como nova sufragânea.

## Cronologia dos arcebispos do século XX
| #              | Nome                      | Período    | Notas                              |
| Arcebispos     | Arcebispos                | Arcebispos | Arcebispos                         |
| -------------- | ------------------------- | ---------- | ---------------------------------- |
|                | Saverio Cannistrà, O.C.D. | 2025-      | Atual                              |
|                | Giovanni Paolo Benotto    | 2008-2025  | Arcebispo emérito                  |
|                | Alessandro Plotti         | 1986-2008  |                                    |
|                | Benvenuto Matteucci †     | 1971-1986  |                                    |
|                | Hugo Camozzo †            | 1948-1970  |                                    |
|                | Gabriel Vettori †         | 1932-1947  |                                    |
|                | Pietro Maffi †            | 1903-1931  |                                    |
|                | Fernando Capponi †        | 1883-1903  |                                    |
| Bispo-auxiliar |                           |            |                                    |
|                | Antonio Giuseppe Angioni  | 1962-1968  | Nomeado Bispo de Pavia             |
|                | Ezio Barbieri             | 1945-1949  | Nomeado Bispo de Città della Pieve |
|                | Ercole Attuoni            | 1929-1933  | Nomeado Arcebispo de Fermo         |